# Club Atlético Sportsman (Buenos Aires)
El Club Atlético Sportsman es un club de fútbol de la ciudad de Buenos Aires, Argentina. Fundado en 1912, se destacó por participar en la Primera División de Argentina durante el amateurismo.

## Historia
Fue fundado el 1 de septiembre de 1912 bajo el nombre de Club Sportivo Avellaneda en la ciudad homónima.

### Primeros campeonatos
En 1916 se afilia a la Asociación Argentina de Football y incorpora a Segunda División. Allí compitió en la Sección B de la Zona Sur, donde quedó lejos de San Telmo, Boca Alumni y Sp. Lanús, que se disputaron en un desempate el pase a la fase final y el ascenso.
En 1917 aumenta la apuesta y compite con 2 equipos en la Segunda División; sin embargo, ambos quedaron lejos del primer lugar en sus secciones de la Zona Sur. Ambos equipos también disputaron la Copa de Competencia, donde llegaron a enfrentarse entre sí en octavos de final, cayendo el ganador ante Corinthians en los cuartos de final.

### Ascenso a División Intermedia
Con un equipo más estabilizado, concursa en una de las cuatro secciones de la Zona Sur en la edición de 1918 y, con una estupenda campaña, alcanza el primer lugar. Sin embargo, quedó igualado en la posición con Barracas Juniors debiendo enfrentarlo en un desempate, donde lo venció por 1 a 0 y obtuvo el ascenso a División Intermedia. También accedió a la fase final de la Zona Oeste, donde también accedieron el tercer equipo de Independiente, Wilde y Boca Alumni, ganando la Zona este último.
El 29 de mayo de 1919, hizo su debut en la Copa de Competencia Jockey Club, que por primera vez fue disputada por equipos de División Intermedia, venciendo a Progresista por los sesentaicuatroavos de final. El 20 de julio, por los treintaidosavos, se enfrentó por primera vez a Racing, siendo derrotado por un abultado 9 a 0. Por el campeonato de División Intermedia, finalizó en el sexto puesto de la Zona Oeste, sólo por encima de Piñeyro. Por su parte, el equipo de reserva se consagró campeón del torneo de reservas de División Intermedia, al adjudicarse la sección Reserva de Segunda División, de la que fue subcampeón.
En el campeonato de 1920, quedó tercero en la Zona Sud, por detrás de El Porvenir y Progresista. Por su parte, el equipo de reserva se adjudicó la sección correspondiente y se consagró campeón de Segunda División, tras ganarle a Dock Sud en la final; asimismo, se consagró campeón de la Copa de Competencia.

### Fusión y ascenso a Primera División
El 7 de julio de 1922 es fundado en el barrio de Barracas el Club Atlético Sportsman por un grupo de muchachos que tomaron el nombre de la cigarrería donde se reunían. El 19 de enero de 1923, Sportsman y Avellaneda se fusionan, pasando a ubicarse su sede social en el barrio porteño. En contraste con el campeonato de 1922, el ahora renombrado como Club Atlético Sportsman fue ganador de la Zona Sur y se consagró campeón de División Intermedia, ascendiendo a Primera División. En la final por el título, cayó ante la reserva de Boca Juniors.

### Debut en Primera División
El 13 de abril de 1924, hizo su debut en la máxima categoría, cayendo por 2 a 1 en su visita a Argentino de Banfield. El primer triunfo llegó el 29 de mayo, por la sexta fecha, al vencer por 2 a 1 a Del Plata. Igualando en la mayoría de sus partidos, sólo triunfó ante Del Plata, San Fernando y Sportivo del Norte, y cerró el campeonato cayendo por 5 a 0 ante Boca Juniors.
El 21 de mayo de 1925, logró un destacado triunfo por la fecha 7, venciendo por 2 a 0 a Huracán, a la postre campeón del campeonato, con los goles de Tizzano y De Luca. El 6 de septiembre, se enfrentó a Alvear por la Copa de Competencia, igualando por 1 a 1 luego de ir ganando con el gol de Vázquez en el primer tiempo; pero terminó perdiendo los puntos, quedando eliminado de la competencia.
En 1926, el portero del club Augusto Arzeni fue convocado por la Asociación para integrar la selección argentina en la Copa Rosa Chevallier Boutell, siendo titular en los dos partidos contra la selección paraguaya.

### Descenso a Primera B
El 12 de diciembre de 1926, venció por 2 a 1 a Progresista, en lo que fue su último triunfo en Primera División. Su último partido dio cierre a su participación en el campeonato, el día 26, igualando por 2 a 2 con Alvear, ganando los puntos ante Huracán en enero de 1927 y finalizando en el décimo puesto. En noviembre de 1926, la Asociación Argentina y la Asociación Amateurs se unificaron en una nueva entidad mientras se terminaban de disputar los campeonatos, por medio del Laudo emitido por el Presidente de la Nación Marcelo T. de Alvear, elegido por las asociaciones como árbitro y quien resolvió que solo 29 clubes constituyeran la nueva Primera Division — Sección A, quedando entre los excluidos el club. El descenso se hizo efectivo en la Asamblea del 24 de febrero de 1927, cuando el club quedó incluido en la nueva Primera División — Sección B.
En octubre de 1926 disputó por primera vez la Copa Estímulo, donde quedó rápidamente eliminado en fase de grupos.

### Últimos campeonatos
El 20 de marzo de 1927, hizo su debut en la nueva división, venciendo por 3 a 2 a Alvear. El buen inició constituyó los pocos triunfos del equipo en el torneo, junto al 2 a 1 a Del Plata y los 1 a 0 a Boca Alumni y Colegiales. Cerró el campeonato cayendo por 4 a 0 ante Nacional, finalizando penúltimo y en lo que hubiese sido la zona de descenso, hasta la supresión de los mismos durante el campeonato. En los siguientes campeonatos no varió su rendimiento, evitando la zona de descenso en cada ocasión aunque luego fueron suprimidos.
En 1931, en medio de la nueva escisión del football porteño, disputó nuevamente la Copa de Competencia Jockey Club, quedando eliminado en fase de grupos, a un punto de Sportivo Buenos Aires y Barracas Central, que disputaron el desempate por el avance a la fase final. El 13 de diciembre consiguió su último triunfo en el fútbol argentino, al ganar los puntos ante Unión de Caseros por el campeonato.

#### La desafiliación
El 10 de abril inició el campeonato de 1932, cayendo por 3 a 2 ante San Telmo. El 1 de mayo disputó si último partido en el futbol argentino,  donde logró su único punto, al igualar por 1 a 1 con San Fernando. A la semana, perdió los puntos ante 25 de Mayo y se desafilió de la Asociación, quedándo sin disputarse 21 partidos.

## Canchas

### Campo de Lanús Oeste
Luego de la fusión, en 1923 ejerció de local en un campo de juego ubicado en Lanús Oeste. Allí disputó de local en el campeonato de División Intermedia que ganó aquel año.

### Campo de Barracas
Entre 1924 y 1926, ejerció de local en el Estadio de Sp. Barracas, donde disputó los campeonatos de aquellos años.
A partir de 1927, ejerció de local sus últimos campeonatos en un campo de juego cercano, ubicado entre las calles Río Cuarto, Luzuriaga, Santo Domingo y Pedriel.

## Datos del club

### Cronología lineal
- Temporadas en Primera División: 3 (1924-1926)
- Temporadas en segunda categoría: 10
  - Temporadas en División Intermedia: 4 (1919-1923)
  - Temporadas en Primera División B: 6 (1927-1932)
- Temporadas en tercera categoría: 3
  - Temporadas en Segunda División: 3 (1916-1918)

- Participaciones en Copa de Competencia Jockey Club: 3 (1919, 1925, 1931)
- Participaciones en Copa Estímulo: 1 (1926)

### Cronología por año
Cronología del club en categorías de la Asociación Argentina de Football:
| Temp. | Div. | Clubes | Pos. | Pts | PJ | PG | PE | PP | GF | GC | DG  | Copa                            | Otras copas |
| ----- | ---- | ------ | ---- | --- | -- | -- | -- | -- | -- | -- | --- | ------------------------------- | ----------- |
| 1916  | 2D   | 59     | 6.°  | 11  | 14 | 5  | 1  | 8  |    |    |     |                                 | —           |
| 1917  | 2D   | 72     | 5.º  | 11  | 14 | 5  | 1  | 8  | 23 | 23 | 0   | Cuartos de final (CC2D)         | —           |
| 1918  | 2D   | 71     | 1.º  | 16  | 10 | 7  | 2  | 1  |    |    |     |                                 | —           |
| 1919  | DI   | 24     | 6.º  | 11  | 16 | 3  | 5  | 8  |    |    |     | Treintaidosavos de final (CCJC) | —           |
| 1920  | DI   | 26     | 2.º  | 22  | 16 | 9  | 4  | 3  | 30 | 14 | 16  | —                               | —           |
| 1921  | DI   | 22     |      |     |    |    |    |    |    |    |     |                                 | —           |
| 1922  | DI   | 24     | 8.º  | 4   | 14 |    |    |    |    |    |     |                                 | —           |
| 1923  | DI   | 30     | 1.º  |     |    |    |    |    |    |    |     |                                 | —           |
| 1924  | A    | 22     | 13.º | 18  | 20 | 3  | 12 | 5  | 16 | 23 | -7  | —                               | —           |
| 1925  | A    | 23     | 12.º | 18  | 21 | 5  | 8  | 8  | 17 | 21 | -4  | Dieciseisavos de final (CCJC)   | —           |
| 1926  | A    | 18     | 10.º | 16  | 17 | 6  | 4  | 7  | 17 | 22 | -5  | Fase de grupos (CE)             | —           |
| 1927  | B    | 18     | 17.º | 15  | 34 | 4  | 7  | 23 | 26 | 64 | -38 | —                               | —           |
| 1928  | B    | 19     | 12.º | 32  | 36 | 13 | 6  | 17 | 37 | 64 | -27 | —                               | —           |
| 1929  | B    | 21     | 17.º | 13  | 19 | 6  | 1  | 12 | 20 | 31 | -11 | —                               | —           |
| 1930  | B    | 21     | 18.º | 14  | 20 | 4  | 6  | 10 | 17 | 39 | -22 | —                               | —           |
| 1931  | B    | 19     | 11.º | 17  | 18 | 5  | 7  | 6  | 19 | 32 | -13 | Fase de grupos (CCJC)           | —           |
| 1932  | B    | 14     | —    | 1   | 5  | 0  | 1  | 4  | 4  | 10 | -6  | —                               | —           |

## Palmarés
| Organizados por AAF                  | Organizados por AAF | Organizados por AAF |
| Competición nacional                 | Títulos             | Subcampeonatos      |
| ------------------------------------ | ------------------- | ------------------- |
| División Intermedia (1/0)            | 1923                |                     |
| Segunda División (1/1)               | 1920                | 1919                |
| Reserva de División Intermedia (2/0) | 1919, 1920          |                     |